# Барвінський Олексій Дмитрович
Олексі́й Дми́трович Барві́нський (4 квітня 1924, Занфірівка, нині Олександрійського району Кіровоградської області — 14 липня 1999, Ялта) — радянський військовик часів Другої світової війни, командир взводу управління батареї 691-го артилерійського полку 237-ї стрілецької дивізії (40-ва армія), лейтенант. Герой Радянського Союзу (1943).

## Життєпис
Народився 4 квітня 1924 року в селі Занфірівці, нині Олександрійського району Кіровоградської області в селянській родині. Українець. Дитячі роки провів у Харкові, де закінчив семирічку й вступив до 14-ї артилерійської спецшколи. З початком німецько-радянської війни спецшкола була евакуйована до Актюбинська (Казахстан).
У 1942 році призваний до лав РСЧА й направлений до 1-го Ленінградського артилерійського училища, прискорений курс якого закінчив у 1943 році. В діючій армії — з березня 1943 року. Воював на Воронезькому, 1-у та 4-у Українських фронтах.
Особливо командир взводу управління 2-ї артилерійської батареї 691-го артилерійського полку 237-ї стрілецької дивізії лейтенант О. Д. Барвінський відзначився під час битви за Дніпро. В ніч на 25 вересня 1943 року поблизу села Гребені, нині Обухівського району Київської області група бійців під його командуванням однією з перших у дивізії на човні форсувала Дніпро. На світанку, коли ворог намагався вибити радянських бійців з плацдарму, Барвінський корегував артилерійський вогонь батарей свого полку. Завдяки його точним координатам вже першого ж дня було відбито 5 контратак супротивника зі значними для нього втратами. Коли німецький підрозділ потай підійшов до спостережного пункту, очолив його оборону, кулеметним вогнем знищивши багато солдатів ворога. В критичний момент бою викликав вогонь артилерії на себе, що дало можливість відбити чергову ворожу атаку.
Член ВКП(б) з 1944 року. Війну закінчив на посаді помічника начальника штабу з розвідки 691-го артилерійського полку. Учасник Параду Перемоги на Красній площі в Москві 24 червня 1945 року в складі зведеного полку 4-го Українського фронту.
У 1946 році капітан О. Д. Барвінський вийшов у запас. Обіймав посаду 1-го секретаря Новокузнецького міськкому ВЛКСМ Кемеровської області. У 1956 році закінчив Вищу партійну школу при ЦК КПРС. З 1956 року — 1-й секретар Кременчуцького міськкому КПУ, а з 1963 року — директор кременчуцької середньої школи № 20. Обирався депутатом XXII з'їзду КПРС. Згодом переїхав до Кримської області, де обіймав посади 1-го секретаря Керченського і Ялтинського МК КПУ. З 1980 року — заступник начальника Ялтинського морського порту з кадрів.
Мешкав у Ялті, де й помер 14 липня 1999 року. Похований на військовому цвинтарі.

## Нагороди
Указом Президії Верховної Ради СРСР від 24 грудня 1943 року за зразкове виконання бойових завдань командування на фронті боротьби з німецькими загарбниками та виявлені при цьому відвагу і героїзм, лейтенанту Барвінському Олексію Дмитровичу присвоєне звання Героя Радянського Союзу з врученням ордена Леніна і медалі «Золота Зірка» (№ 4224).
Також був нагороджений орденом Червоного Прапора (08.06.1945), двома орденами Вітчизняної війни 1-го ступеня (26.11.1944, 11.03.1985), двома орденами «Знак Пошани», медалями і чехословацьким орденом.